# Забриски-Пойнт
Забриски-Пойнт (англ. Zabriskie Point) — частина гірського хребта Амаргоса, розташованого на сході Долини Смерті в національному парку «Долина Смерті», округ Іньйо, штат Каліфорнія, США. Пагорби місцевості складаються з відкладень, сформованих на дні озера, яке висохло 5 мільйонів років тому — задовго до того, як з'явилася Долина Смерті. 
На сьогоднішній день місцевість приваблює туристів своїми характерними ерозійними ландшафтами та різноманітністю відтінків.

## Назва
Свою назву місцевість отримала на честь американського підприємця польського походження Крістіана Бреворта Забриски, чия компанія на початку XX століття видобувала буру в Долині Смерті.

## Забриски-Пойнт в культурі
Забриски-Пойнт займає помітне місце в альбомі «The Joshua Tree» ірландського рок-гурту U2.
У 1970 році на екрани вийшов однойменний фільм італійського режисера Мікеланджело Антоніоні, саундтрек до якого написав британський гурт Pink Floyd та Джеррі Гарсія.